# Хамлет (Небраска)
Хамлет (енгл. Hamlet) град је у америчкој савезној држави Небраска.

## Демографија
По попису из 2010. године број становника је 57, што је 3 (5,6%) становника више него 2000. године.
| Група             | 2000.      | 2010.      |
| Белци             | 53 (98,1%) | 54 (94,7%) |
| Афроамериканци    | 0 (0,0%)   | 0 (0,0%)   |
| Азијати           | 0 (0,0%)   | 2 (3,5%)   |
| Хиспаноамериканци | 1 (1,9%)   | 1 (1,8%)   |
| Укупно            | 54         | 57         |